# Tephrosia kerrii
Tephrosia kerrii là một loài thực vật có hoa trong họ Đậu. Loài này được J.R.Drumm. & Craib miêu tả khoa học đầu tiên.